# 花陽みく
花陽 みく（はなひ みく、1989年4月15日 - ）は、日本の女優。元宝塚歌劇団月組の娘役。
茨城県日立市、十王中学校出身。身長160cm。血液型B型。愛称は「みく」。
宝塚歌劇団時代の芸名は花陽 みら（はなひ みら）。
所属事務所は東宝芸能。

## 来歴
2005年、宝塚音楽学校入学。
2007年、音楽学校卒業後、宝塚歌劇団に93期生として入団。入団時の成績は7番。星組公演「さくら／シークレット・ハンター」で花陽みらとして初舞台。その後、月組に配属。
2010年の「ジプシー男爵」で新人公演初ヒロイン。
2016年10月21日、「FALSTAFF」（バウホール公演）千秋楽をもって、宝塚歌劇団を退団。
退団後は花陽みくと改名し、舞台を中心に活動を続けているほか、バリスタ、食品衛生士の資格を取得し、自身のcoffeeブランドも立ち上げバリスタとしても活動している。

## 宝塚歌劇団時代の主な舞台

### 初舞台
- 2007年3 - 4月、星組『さくら』『シークレット・ハンター』（宝塚大劇場のみ）

### 月組時代
- 2007年8 - 11月、『MAHOROBA』『マジシャンの憂鬱』
- 2008年1月、『ホフマン物語』（バウホール） - ファウスタ[注釈 1]／オランピア[注釈 2][7][3]
- 2008年3 - 7月、『ME AND MY GIRL』
- 2008年9月、『グレート・ギャツビー』（日生劇場） - タンゴの歌手
- 2008年11 - 2009年2月、『夢の浮橋』 - 女一の宮（幼少）、新人公演：紅梅の中の君（本役：蘭乃はな）『Apasionado!!（アパショナード）』
- 2009年3月、『二人の貴公子』（バウホール） - 村の娘
- 2009年5 - 8月、『エリザベート-愛と死の輪舞（ロンド）-』 - 娼婦、新人公演：美容師（本役：白雪さち花）
- 2009年10 - 12月、『ラストプレイ』 - 新人公演：ジンジャー（本役：美鳳あや）『Heat on Beat!（ヒート オン ビート）』
- 2010年2月、『HAMLET!!』（バウホール・日本青年館） - シーリア
- 2010年4 - 7月、『THE SCARLET PIMPERNEL（スカーレット ピンパーネル）』 - 新人公演：マリー・グロショルツ（本役：憧花ゆりの）
- 2010年9 - 11月、『ジプシー男爵』 - ロミカ、新人公演：ザッフィ（本役：蒼乃夕妃）『Rhapsodic Moon（ラプソディック・ムーン）』 新人公演初ヒロイン、初エトワール[5][3]
- 2010年12 - 2011年1月、『STUDIO 54（スタジオ フィフティフォー）』（ドラマシティ・日本青年館） - ジェイミー・マーチン
- 2011年3 - 5月、『バラの国の王子』 - 王子、新人公演：妹君（本役：彩星りおん）『ONE』
- 2011年7 - 10月、『アルジェの男』 - アナ・ベル、新人公演：花売り娘（本役：紗那ゆずは）『Dance Romanesque（ダンス ロマネスク）』
- 2011年11 - 12月、『我が愛は山の彼方に』『Dance Romanesque（ダンス ロマネスク）』（全国ツアー）
- 2012年2 - 4月、『エドワード8世』 - マルグリット・ローラン、新人公演：ケント公妃マリーナ（本役：彩星りおん）『Misty Station-霧の終着駅-』
- 2012年6 - 9月、『ロミオとジュリエット』 - 新人公演：キャピュレット夫人（本役：憧花ゆりの）
- 2012年10 - 11月、『愛するには短すぎる』 - クラウディア・ヘニング／マーガレット『Heat on Beat!（ヒート オン ビート）』（全国ツアー）
- 2013年1 - 3月、『ベルサイユのばら-オスカルとアンドレ編-』 - ル・ルー、新人公演：ジルベルト（本役：妃鳳こころ）[3]
- 2013年5月、『ME AND MY GIRL』（梅田芸術劇場） - ソフィア・ブライトン エトワール
- 2013年7 - 8月、『ルパン-ARSÈNE LUPIN-』（宝塚大劇場） - 新人公演：ビクトワール・エルヌモン（本役：飛鳥裕）[注釈 3]
- 2013年8 - 10月、『ルパン-ARSÈNE LUPIN-』 - 新人公演：ビクトワール・エルヌモン（本役：飛鳥裕）『Fantastic Energy!』（東京宝塚劇場）
- 2013年11 - 12月、『JIN-仁-』 - 野風『Fantastic Energy!』（全国ツアー） エトワール
- 2014年1月、『風と共に去りぬ』（梅田芸術劇場） - スエレン・オハラ
- 2014年3 - 6月、『宝塚をどり』『明日への指針 -センチュリー号の航海日誌-』 - ミーナ『TAKARAZUKA 花詩集100!!』 - 扇の女
- 2014年7 - 8月、『THE KINGDOM』（日本青年館・ドラマシティ） - エセル／メアリー
- 2014年9 - 12月、『PUCK（パック）』 - 芥子の種『CRYSTAL TAKARAZUKA-イメージの結晶-』
- 2015年2 - 3月、『風と共に去りぬ』（中日劇場） - スエレン・オハラ
- 2015年4 - 7月、『1789-バスティーユの恋人たち-』 - ソレーヌ・マズリエ[注釈 4]
- 2015年8 - 9月、『A-EN（エイエン） ARTHUR VERSION』（バウホール） - ミランダ
- 2015年11 - 2016年2月、『舞音-MANON-』 - ベル『GOLDEN JAZZ』
- 2016年6 - 9月、『NOBUNAGA〈信長〉-下天の夢-』 - まつ『Forever LOVE!!』
- 2016年10月、『FALSTAFF』（バウホール） - クイックリー 退団公演[3]

### 出演イベント
- 2011年12月、タカラヅカスペシャル2011『明日に架ける夢』
- 2012年4 - 5月、明日海りおディナーショー『Z-LIVE』
- 2012年12月、タカラヅカスペシャル2012『ザ・スターズ!〜プレ・プレ・センテニアル〜』
- 2014年12月、タカラヅカスペシャル2014『Thank you for 100 years』
- 2016年4月、第29回『イゾラベッラ サロンコンサート』 主演

## 宝塚歌劇団退団後の主な活動

### 舞台
- 2018年9・2019年1月、『陰陽師 安倍晴明　～晴明 隠された謎…～』（新宿文化センター・中野サンプラザホール） - 晴明の武神[8]
- 2019年1 - 2月、『ベルサイユのばら45〜45年の軌跡、そして未来へ〜』（東京国際フォーラム・梅田芸術劇場）[9]
- 2019年12月、『終わらない世界』（博品館劇場）[10]
- 2021年4 - 5月、『エリザベート TAKARAZUKA25周年スペシャル・ガラ・コンサート』（梅田芸術劇場・東急シアターオーブ）[11]
- 2021年6月、『From Broadway with Love〜ブロードウェイより、愛を込めて〜』（CBGKシブゲキ!!） - イヴ・ハリントン[注釈 5]
- 2022年1月、『うたかたのオペラ』（六行会ホール） - あやめ[12]
- 2022年3 - 5月、『ラ・カージュ・オ・フォール』（日生劇場、他）[注釈 6][13]
- 2022年9 - 10月、『シンデレラストーリー』（日本青年館ホール、東海市芸術劇場、キャナルシティ劇場、梅田芸術劇場）[14]
- 2023年5月、『珈琲いかがでしょう』（シアター1010） - 礼[15]
- 2023年10 - 2024年2月、『チャーリーとチョコレート工場』（帝国劇場、博多座、フェスティバルホール） - チェリー・サンデー[16]
- 2025年3月、『きたやじ オン・ザ・ロード〜いざ、出立!!篇〜』（日本青年館ホール、SkyシアターMBS）[17]
- 2025年5 - 6月、『魔女の宅急便』（マカオ・新国立劇場）[18]
- 2026年3 - 6月、『チャーリーとチョコレート工場』（ウェスタ川越・日生劇場・福岡・大阪）[19]

### ライブ・コンサート
- 宝塚OGによるミュージック・エンターテインメント[20]
  - 2022年7・11月、『CHARME＊LIEN』（森町文化会館・恵那文化センター）[21]
  - 2022年10月、『ATRE＊AILE』（県民共済みらいホール）[22]
  - 2024年2月、『RAPONT』（ルネこだいら）[23]
  - 2024年9月、『La ENA Bouquet』（恵那文化センター）[20]
- 2024年11月、『Born anew』（県民共済みらいホール）[24]

## TV出演
- 2012年9月、TBS『オールスター感謝祭秋』